# Eupithecia dinshoensis
Eupithecia dinshoensis là một loài bướm đêm trong họ Geometridae.